# Mittleres Transporthubschrauberregiment 15
Das Mittlere Transporthubschrauberregiment 15 „Münsterland“ (mTrspHubschrRgt 15) war ein Regiment der Heeresfliegertruppe des Heeres der Bundeswehr in Rheine. Es führt seine Entstehung auf die Heeresfliegerstaffel 823, ausgerüstet mit dem Transporthubschrauber H-34, zurück. Diese wurde am 15. Oktober 1957 in Celle und am 1. Juli 1959 in Heeresfliegerstaffel 103 umbenannt. Diese verlegte zum 1. November 1961 nach Rheine. Am 1. November 1961 wurde das Heeresfliegerbataillon 100 aufgestellt, welches am 1. April 1971 in mittleres Heeresfliegertransportregiment 15 umbenannt wurde. Dieses wurde wiederum am 1. Oktober 1979 in Heeresfliegerregiment 15 (HFlgRgt 15) umbenannt. Ab dem 1. Januar 2003 führte der Verband die Bezeichnung Mittleres Transporthubschrauberregiment 15 und am 15. September 2004 wurde ihm der Beiname „Münsterland“ verliehen. Der Flugbetrieb wurde Ende 2012 eingestellt und die Luftfahrzeuge an die Luftwaffe abgegeben. Das Regiment wurde infolge des Stationierungskonzepts 2011 mit einem Appell am 7. März 2013 außer Dienst gestellt und mit Ablauf des 30. Juni 2013 formal aufgelöst.

## Auftrag der Heeresfliegertruppe

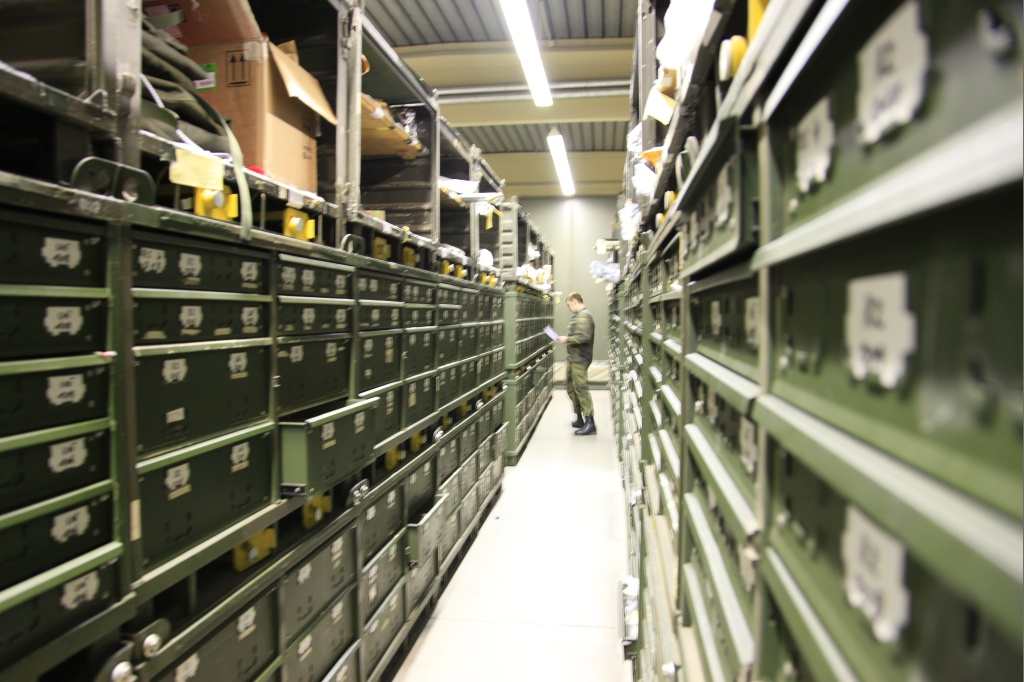
Der Ersatzteilzug: Hier werden zahlreiche Ersatzteile vorgehalten und verwaltet

Die Heeresfliegertruppe (HFlgTr) ist Träger der Luftbeweglichkeit der Landstreitkräfte. Sie ermöglicht mit ihren Kräften luftbewegliche Führung, Aufklärung, Kampf und Kampfunterstützung sowie den luftbeweglichen Personal- und Materialtransport einschließlich des Lufttransports von Verwundeten. Sie trägt mit Feuerunterstützung durch Kampfhubschrauber zur Streitkräftegemeinsamen Taktischen Feuerunterstützung (joint fire support) bei.
Mit luftmechanisierten Kräften ist sie zum Kampf in und aus dem bodennahen Luftraum befähigt, auch über feindbesetztem Gebiet. Im Verbund mit der luftbeweglichen Infanterie ist sie zur Führung von luftgestützten Operationen in und aus dem bodennahen Luftraum auch über feindbesetztem Gebiet befähigt. Dazu stehen dem Regiment Transporthubschrauber CH-53 G und CH-53 GS zur Verfügung.

## Auftrag des Regiments
Das Regiment unterstützte Spezialkräfte im Rahmen spezieller Operationen der Luftbeweglichen Brigade 1. Das mittlere Transporthubschrauberregiment 15 erfüllte Lufttransportaufgaben im Zusammenwirken mit Kampf- und Kampfunterstützungstruppen und Spezialisierten Kräften bei luftbeweglichen Operationen im Rahmen des Gefechts der Verbundenen Waffen / Einsatz der Verbundenen Kräfte einschließlich im Joint- und Combined-Rahmen. Es unterstützte Spezialkräfte im Rahmen spezieller Operationen und Luftmechanisierte Operationen der Luftbeweglichen Brigade 1, führt Transportflüge im Auftrag der Division Luftbewegliche Operationen durch und betrieb einen Heeresflugplatz.
Im Einsatz operierte es aus Verfügungsräumen oder von einem Feldflugplatz Heer. Dort erfolgte dann auch ein Zusammenwirken mit Kampf- und Kampfunterstützungstruppen.

## Stabsaufgaben
Das Regiment wurde durch einen Kommandeur im Dienstgrad eines Obersts geführt. Der Chef des Stabes (S3 Stabsoffizier, S3StOffz) im Range eines Oberstleutnants war gleichzeitig der stellvertretende Regimentskommandeur. Der Stab des Regiments gliederte sich in die Abteilungen S1 (Personal), S2 (Militärische Sicherheit), S3 (Ausbildung, Einsatz), S4 (Logistik) und S6 (Führungsunterstützung (Datenverarbeitung)) sowie noch einen Flugsicherheitsoffizier (FSO), einen Stabsoffizier für die Elektronische Kampfführung (EloKa), einen Fliegerarzt, einen Technischen Offizier und einen KLV-Offizier (Kosten- und Leistungsvergleich).

## Taktische Gliederung

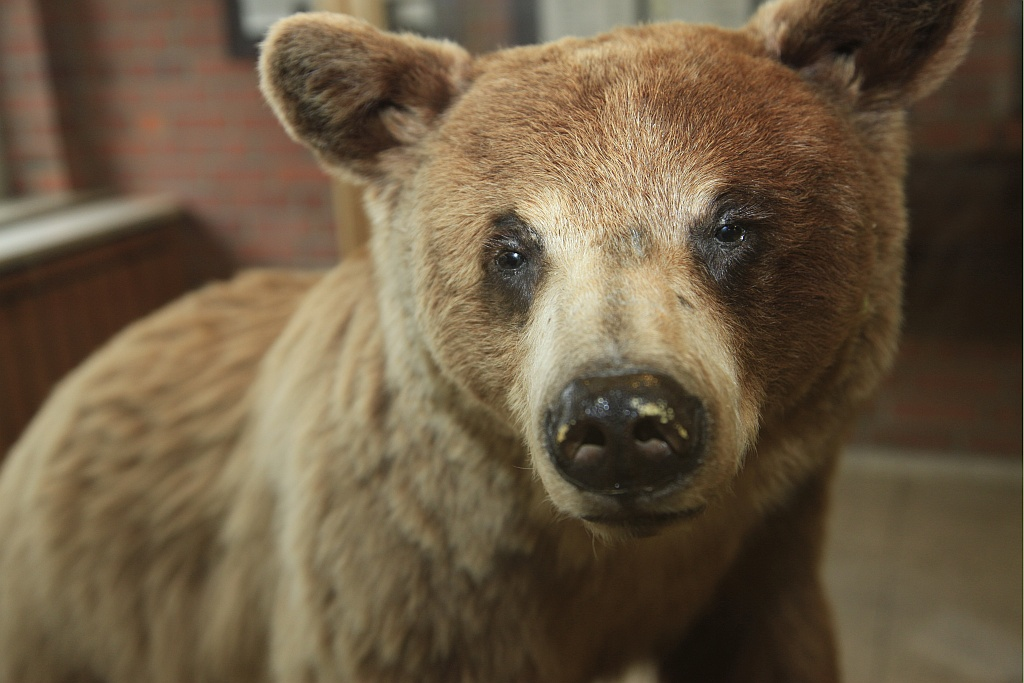
Der Bär: Wappentier Mittleres Transporthubschrauberregiment 15 in Rheine-Bentlage

Das Regiment war bis zum Beginn seiner Außerdienststellungsphase im Jahr 2012 wie folgt gegliedert:
- Stab
- Stabsstaffel
- Fliegende Abteilung 151 / Stab
  - 1./Fliegende Abteilung 151
  - 2./Fliegende Abteilung 151
  - 3./Fliegende Abteilung 151
- Luftfahrzeugtechnische Abteilung 152 / Stab
  - 1. / Luftfahrzeugtechnische Abteilung 152
  - 2. / Luftfahrzeugtechnische Abteilung 152
  - 3. / Luftfahrzeugtechnische Abteilung 152
  - 4. / Luftfahrzeugtechnische Abteilung 152
- Heeresfliegerversorgungsstaffel 155
- Heeresfliegerstaffel 159 (Unterstützungsstaffel/Grundausbildungsstaffel)
- Technische Einsatz Führung (TEF) (Teil der HflgVersStff 155)

## Geschichte

### Rückblick

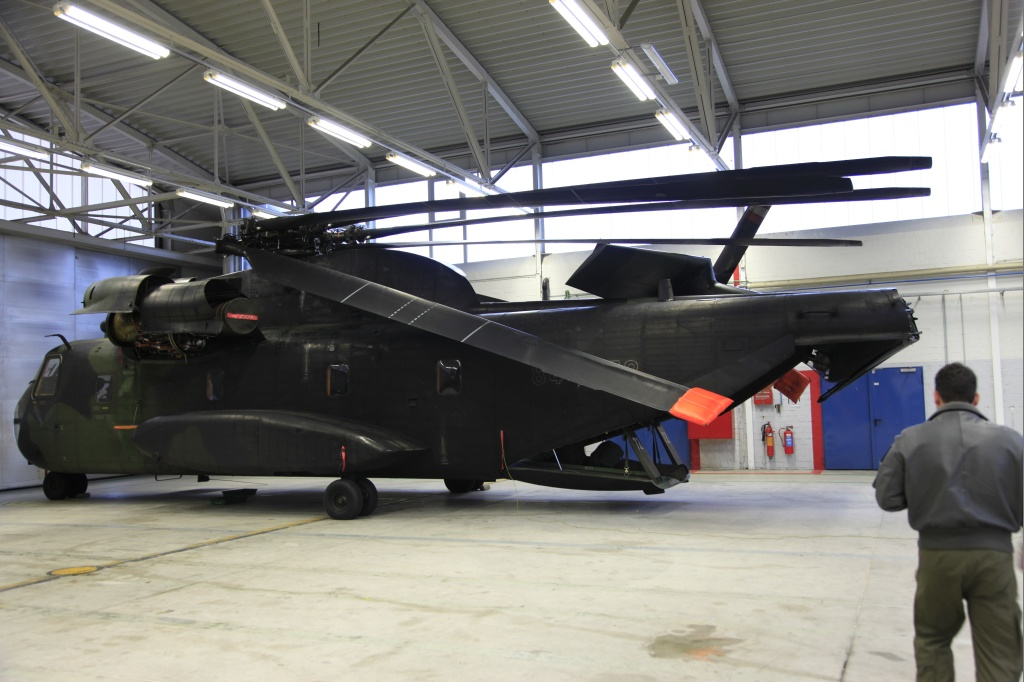
Die CH-53G steht gefaltet in der Halle. Zwei Bordwarttechniker benötigen etwa zwei Stunden für die Vorflugkontrolle. Erst dann darf das Luftfahrzeug abheben

Am 1. November 1961 wurde die Heeresfliegerstaffel 103 von Celle nach Rheine verlegt und in das neu aufgestellte Heeresfliegerbataillon 100 eingegliedert. Das Bataillon wurde dem I. Korps unterstellt. Die 4. Staffel (Stff) des Bataillons entstand aus der Heeresfliegertransportlehrstaffel 102, die aber weiterhin nicht im Bataillonsverband eingesetzt wurde, sondern wie bisher einen Lehrauftrag an der Heeresfliegerwaffenschule in Bückeburg wahrnahm. Lediglich im Einsatzfall war vorgesehen, diese 4. Stff dem Bataillon zu unterstellen.
Das Heeresfliegerbataillon 100 stellte zusammen mit den beiden anderen Korps-Bataillonen den ersten einsatzfähigen Verband der Heeresfliegertruppe dar. Mit dieser Organisationsform wurde der erste Schritt getan, die dritte Dimension dem Heer zu erschließen. Dies wurde ab Mitte der 1960er Jahre vor allem durch die Teilnahme an Gefechtsübungen auch in anderen Korpsbereichen nachgewiesen. Hierzu wurde z. B. im Bereich des II. Korps 1966 die Übung „Colibri IV“, die zusammen mit französischen Truppen durchgeführt wurde, unterstützt. Die Heeresfliegertruppenteile des III. Korps wurden unter anderem im Jahr 1967 während der Übung „Panthersprung“ durch das Bataillon ergänzt.
Im September 1966 bildete das Bataillon den Schwerpunkt innerhalb einer Vorstellung der noch jungen und der breiten Öffentlichkeit unbekannten Heeresfliegertruppe.
Im Mai 1967 wurde dem Heeresfliegerbataillon 100 die Truppenfahne verliehen. Am 12. März 1968 erhielt das Heeresfliegerbataillon 100 den erstmals verliehenen Wanderpreis für die niedrigste Rate an Flugunfällen aller Hubschrauberverbände der Bundeswehr.
Das Heeresfliegerbataillon 100 erwarb sich große Verdienste im zivilen Bereich beim Einsatz während der Sturmflut 1962 in Hamburg. Hier waren alle fliegenden Teile eingesetzt, um Menschen aus lebensbedrohlichen Situationen zu retten bzw. eingeschlossene Bereiche aus der Luft zu versorgen.
Dieser in der Öffentlichkeit sehr positiven Anklang findende Hilfsdienst musste im Winter 1962/1963 fortgesetzt werden, als die durch Eis vom Festland abgeschnittenen Ostfriesischen Inseln nur mit den Transporthubschraubern des Heeresfliegerbataillons 100 versorgt werden konnten. Dabei wurden über 8000 Personen geflogen und etwa 1100 Tonnen Versorgungsgüter auf die Inseln gebracht.
Neben diesen Schwerpunkten des fliegerischen Einsatzes festigte das Bataillon den Ruf der Heeresflieger als unterstützende Truppe des I. Korps mit Verbindungs-, Aufklärungs- und Transportflügen im täglichen Routinedienst. Das Gefecht wird in die dritte Dimension getragen.
Durch eine Vielzahl von Einzelrettungsflügen unter schwierigsten Bedingungen wird der Ruf der Heeresflieger als Retter aus der Luft begründet.
Das Bataillon wurde am 31. März 1971 formal aufgelöst und mit Masse in das zum 1. April 1971 neu aufzustellende mittlere Heeresfliegertransportregiment 15 überführt. Die Stabs- und die Versorgungsstaffeln sowie die 3. Staffel als ehemalige Transportkomponente bildeten das Rückgrat des neuen Regiments. Zusätzlich wurde die Heeresfliegerinstandsetzungsstaffel 107, die seit dem 1. September 1960 in Rheine war, und Teile des Heeresfliegerbataillons 1, das mit Wirkung vom 1. Januar 1964 in Hildesheim aufgestellt worden war, in das neue Regiment eingegliedert. Das neue Regiment gliederte sich in die Stabs- und Versorgungsstaffel, die Fliegende Abteilung 150 und die Flugzeugtechnische Abteilung 160.

### Die H34 wird verabschiedet

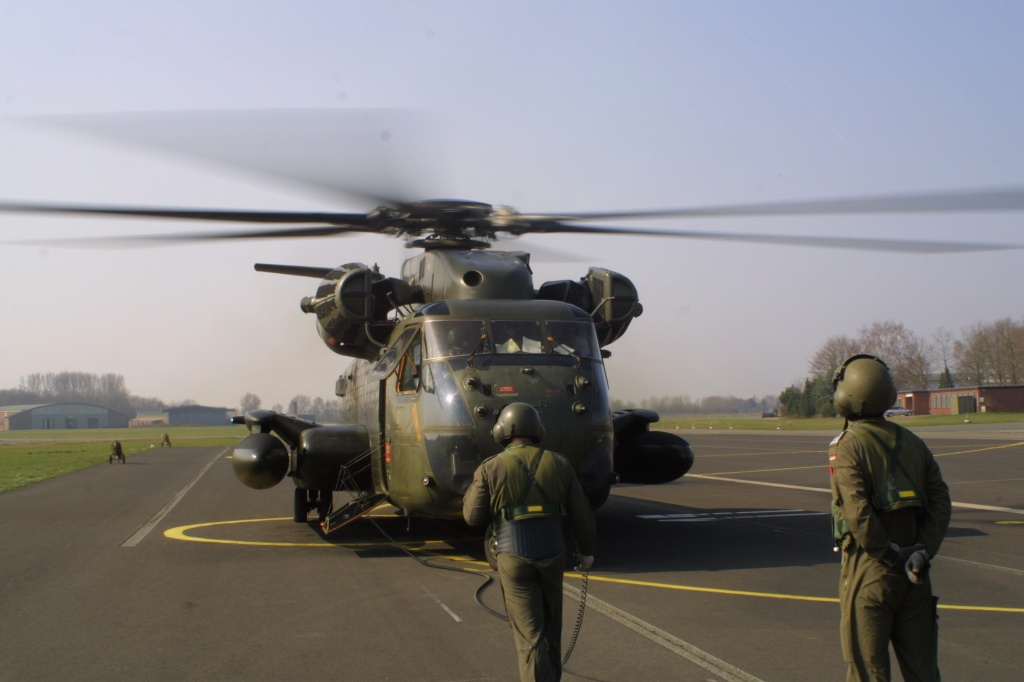
Die CH-53GS vor dem Start. Dass es sich hier um eine GS-Maschine handelt, kann man unter anderem an den Zusatztanks erkennen

Die ersten Jahre des Regiments dienten neben der Fortführung traditioneller Transportaufgaben mit dem Transporthubschrauber H–34 vor allem der Erprobung neuer Führungsstrukturen, die mit der Regimentsebene und der Einführung des Führungsverfahrens „Zentralisierte Technik“ im Bereich der Luftfahrzeuginstandsetzung notwendig geworden waren. Weiterhin mussten die personellen und materiellen Voraussetzungen geschaffen werden, um das für 1974 zur Einführung vorgesehene Waffensystem CH-53G aufnehmen zu können. Schwerpunkte waren hierbei Weiterentwicklung des Führungsvorganges bei Luftlandeoperationen, Aus- und Weiterbildung der Luftfahrzeugführer mit der Zielsetzung, geschlossene Nachteinsätze im Gelände zu beherrschen, sowie zahlenmäßige Ergänzung und Ausbildung des flugzeugtechnischen Personals.
1974 wird die H–34 nach einem letzten Formationsflug von zwölf Hubschraubern außer Dienst gestellt. Hiermit findet der Einsatz eines Hubschraubers sein Ende, der seit seiner Einführung 1958 über 16 Jahre das Bild von der Transportfliegerei der Heeresfliegertruppe bestimmte. Die Heeresfliegerstaffel 823, als eine Wiege des mittleren Heeresfliegertransportregiments 15, hatte als erste Einheit die H–34 übernommen, und es blieb dem Regiment überlassen, als letzter Verband die H–34 außer Dienst zu stellen.
In der Zeit brauchten die Rheinenser Besatzungen keinen Unfall mit tödlichem Ausgang zu beklagen, während gleichzeitig Hunderten von Menschen durch den Einsatz der H–34 geholfen werden konnte. Hierzu zählten die schon erwähnten Hilfsflüge bei Naturkatastrophen, viele einzelne Krankentransportflüge und nicht zuletzt der Einsatz im Grubenrettungsdienst des Ruhrreviers (Ruhrgebiet). Der Abschied fiel Flugzeugführern und Technikern nicht leicht.
Am 22. Juni 1974 wurden die ersten vier Sikorsky CH-53G übernommen. Am 30. Oktober 1974 fand die erste Luftparade mit der CH-53 statt. Anlass hierzu war der Kommandowechsel bei der Fliegenden Abteilung 150. Mit Einführung der CH-53G erhöhte sich die Transportkapazität des Regimentes um das 6fache. Entsprechend größer wurde auch das Einsatzspektrum. Hierbei konzentrierte sich der Schwerpunkt auf den gemeinsamen Auftrag mit der Luftlandebrigade 27 und dem Schwesterregiment, leichtes Transporthubschrauberregiment 10. Immer häufiger wird die neue Kapazität auch für Versorgungsflüge genutzt.
So wird ein Artillerieverband der Bundeswehr im Juni 1975 während einer Übung in England mit 10 CH-53G versorgt. Bei Planung und Durchführung dieses ersten geschlossenen Einsatzes deutscher Hubschrauber nach und in England wird für die Heeresfliegertruppe Neuland betreten. Es werden dabei aber gleichzeitig Grundlagen geschaffen, auf denen aufbauend seit 1977 mindestens einmal jährlich mit englischen Truppen in England geübt wird. Ein Erfahrungsschatz, der für Einsatzführung, Besatzungen und technisches Personal von hohem Wert ist.
Im Bereich des I. Korps kann das Regiment 1976 im Rahmen der Gefechtsübung „Großer Bär“ in großem Umfang den Wert der Einführung der CH-53G nachweisen. In drei Luftlandeoperationen werden Luftlandetruppen an die Brennpunkte des Geschehens geworfen. Bei der Gefechtsübung „Harte Faust“ im September 1979 wird dies endgültig bestätigt, als neben der Luftlandeoperation bei Tag Nachtluftlandeoperationen und Materialtransporte bei Tag und Nacht in großem Umfang durchgeführt werden.

### Die Jahre der CH-53

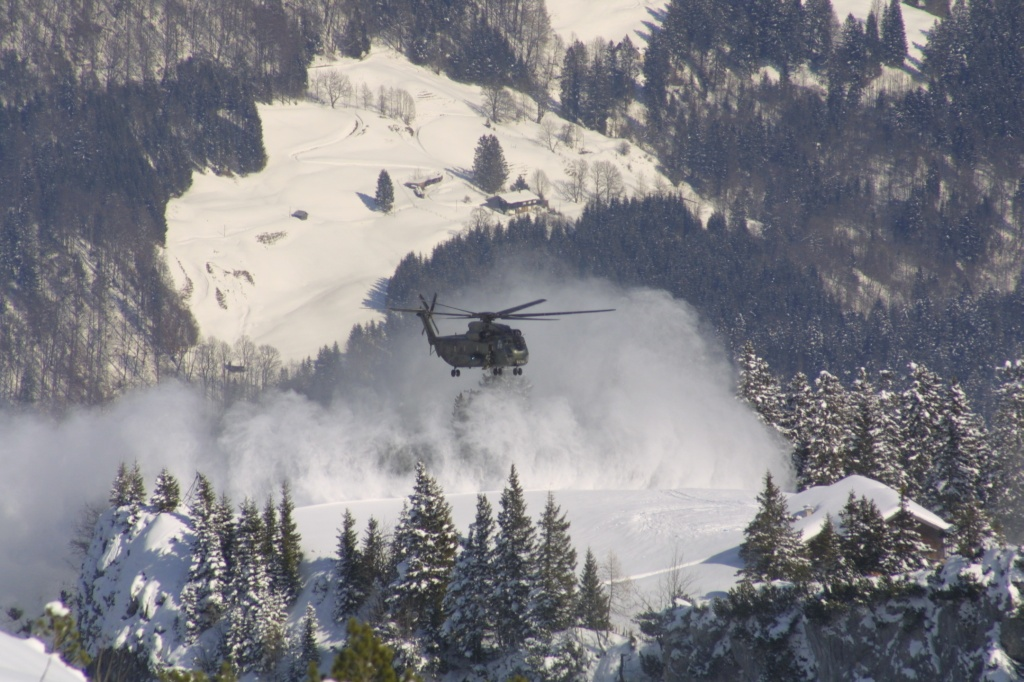
CH-53G im Gebirge: Um die Gebirgsflugberechtigung zu erhalten, müssen Piloten regelmäßig Übungsflüge im Gebirge durchführen.

In der Öffentlichkeit setzte das Regiment den Ruf seines Vorgängers durch zahlreiche Einsätze bei Naturkatastrophen fort. Es zeichnete sich vor allem bei der Bekämpfung der Waldbrände in Niedersachsen in den Jahren 1975 und 1976 sowie der Hochwasserschäden in der Elbmündung und auf der Insel Neuwerk Anfang des Jahres 1976 aus. Dabei wurden z. B. die Deiche der Insel Neuwerk in eineinhalb Tagen durch sechs CH-53G mit 800 Tonnen Baumaterial gesichert.
Im Januar und Februar 1979 leistete das Regiment wesentliche Hilfe bei der Versorgung der von der Schneekatastrophe betroffenen Bevölkerung in Schleswig-Holstein und Nordniedersachsen. Den Forstverwaltungen in Nordrhein-Westfalen wurde mit der Aktion „Schneebesen“ geholfen.
Zum 1. Oktober 1979 wurde das Regiment umgegliedert. Es führte den Namen Heeresfliegerregiment 15 und gliederte sich in Stab/Stabsstaffel, Fliegende Abteilung 151, Luftfahrzeugtechnische Abteilung 152 und Heeresfliegerversorgungsstaffel 155. Im Verteidigungsfall (V-Fall) hätte das Regiment die Heeresfliegersicherungsstaffeln 153 und 154 aufgestellt.
Auch in der neuen Gliederung optimierte das Regiment ständig seine Einsatzgrundlagen und wirkte parallel dazu bei unterstützenden Aktionen außerhalb der militärischen Bereiche mit.
Am 26. November 1980 wurde das Regiment von einem schweren Unfall getroffen. In Geilenhausen bei Waldbröl (Bergisches Land) stürzte eine CH-53G aus ungeklärter Ursache ab und brannte aus. Alle vier Besatzungsmitglieder fanden den Tod. Im April 1982 verlegte das Regiment mit seinen Hubschraubern 380 Stahlrohre mit mehr als zwei Tonnen Gewicht und über zwölf Meter Länge als Wasserpipeline durch das für Kraftfahrzeuge unzugängliche Moor-Gebieten von Itzehoe nach Brunsbüttel.
Als die Stadt Rheine im Jahr 1984 ihr 25-jähriges Dienstjubiläum als Garnisonsstadt feierte, machte auch das Regiment von sich reden. Auf dem Heeresflugplatz in Rheine-Bentlage wurde eine Lehrwerkstatt eröffnet, die in jedem Jahr zwölf Jugendlichen die Möglichkeit bietet, sich zum Fluggerätmechaniker ausbilden zu lassen.
Zum „Tag der offenen Tür“ im Jahre 1985 kamen über 30.000 Besucher, um sich vor Ort ein Bild von der Leistungsfähigkeit des Regiments zu machen. Im gleichen Jahr übernahm das Regiment auch die Patenschaft über die Behindertenwerkstätten in Rheine und baute für diese in unzähligen freiwilligen Arbeitsstunden einen Bolzplatz.
Eine nicht ganz alltägliche Transportaufgabe kam 1987 auf das Regiment zu: Per Außenlasttransport wurde ein „Torfsodensammler“ von Westenmoor im Saterland nach Elisabethfehn transportiert, wo er im Moormuseum die Geschichte der Moorkultivierung dokumentieren soll. Auch das Deutsche Fernsehen entdeckte die Leistungsfähigkeit und Möglichkeiten des Regiments. Im Jahr 1989 wurde eine CH-53G für eine Sendung der Reihe Wetten, dass..? mit Thomas Gottschalk eingesetzt.

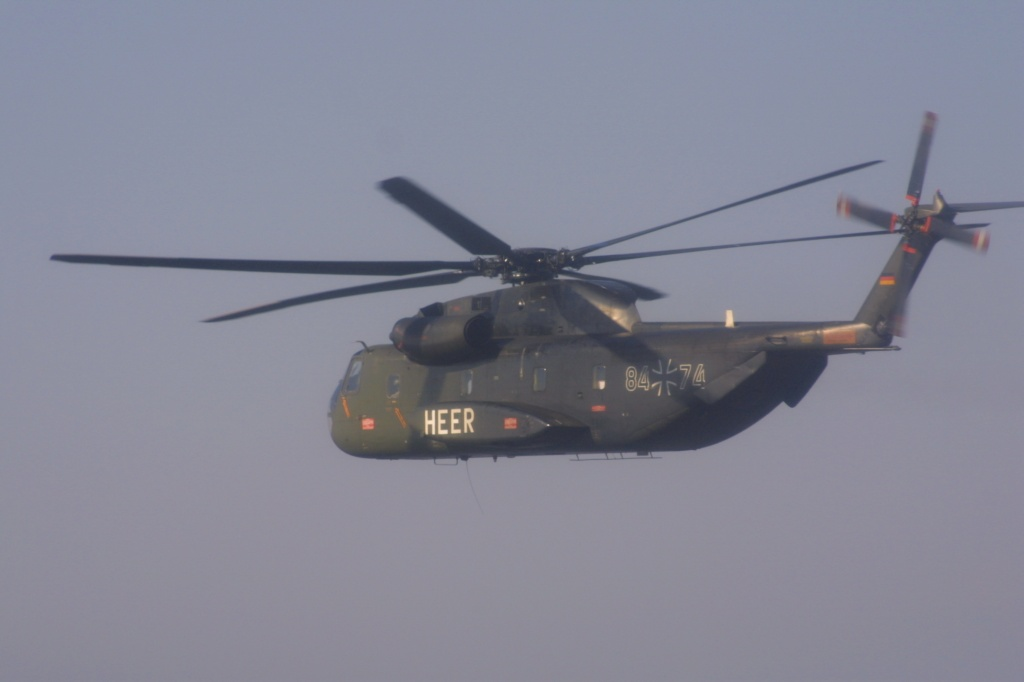
CH-53G im Flug: Die Mindestbesatzung besteht aus zwei Piloten und zwei Bordwarttechnikern.

Das Heeresfliegerregiment 15 machte auch immer wieder als „fliegende Feuerwehr“ von sich reden. So auch im Jahr 1990, als es maßgeblich am Löscheinsatz eines Heidebrandes zwischen Gronau und Ahaus beteiligt war. Spektakulärer jedoch als dieser Einsatz war der Löscheinsatz in Griechenland im gleichen Jahr. Am Berg Athos wurden mit Hilfe der Rheinenser Heeresflieger kunsthistorische Schätze vor der Vernichtung durch ein Großfeuer bewahrt.
Selbst der Golfkrieg im Jahr 1991 ging am Regiment nicht spurlos vorbei. Für die Operation Desert Storm führten die Heeresflieger Verwundetentransporte von den amerikanischen Luftwaffenstützpunkten Frankfurt und Ramstein zu Feldlazaretten in Süddeutschland durch. Im Jahr 1991 wurde das Regiment nochmals international gefragt. Im Rahmen der Operation Kurdenhilfe retteten die Heeresflieger zahlreichen Flüchtlingen das Leben, in dem sie Trinkwasser und Lebensmittel in die unzugänglichen Berggebiete des Irans transportierten.
Die enorme Transportkapazität der Hubschrauber des Regiments war immer wieder auch für nicht alltägliche Einsätze gefragt. So transportierte das Regiment im Jahr 1994 in mehrwöchiger Arbeit das Luftwaffenmuseum von Appen bei Hamburg nach Berlin. Insgesamt wurden 50 Flugzeuge per Außenlast transportiert. In den Jahren 1992 bis 1996 waren Teile des Regiments mit seinen Hubschraubern ständig in Bagdad im Irak eingesetzt, um die UN-Waffeninspektoren bei ihren Inspektionsaufgaben zu unterstützen.
1994 gliederte das Regiment im Zuge der Einnahme der Heeresstruktur 5 um. Stabsstaffel und Versorgungsstaffel wurden wieder zu einer Staffel zusammengelegt. Fliegende Abteilung 151 und Luftfahrzeugtechnische Abteilung 152 erhalten jeweils eine Stabsstaffel, in denen der Hubschrauber BO-105 als Verbindungskomponente eingebracht wird. In den Stab der Fliegenden Abteilung 151 wird das Personal und Material der aufgelösten Heeresflugplatzkommandantur 103 aufgenommen.
Das Heeresfliegerregiment 15 unterstand seither der Heeresfliegerbrigade 3 in Mendig. Im Zuge dieser Umgliederung übernahm es vom aufgelösten Heeresfliegerkommando 1 die Patenschaft des Kreises Recklinghausen. Die Übernahme der Patenschaft wurde durch den Kreistag des Kreises Recklinghausen mit Mehrheitsbeschluss beschlossen.

## Einsätze

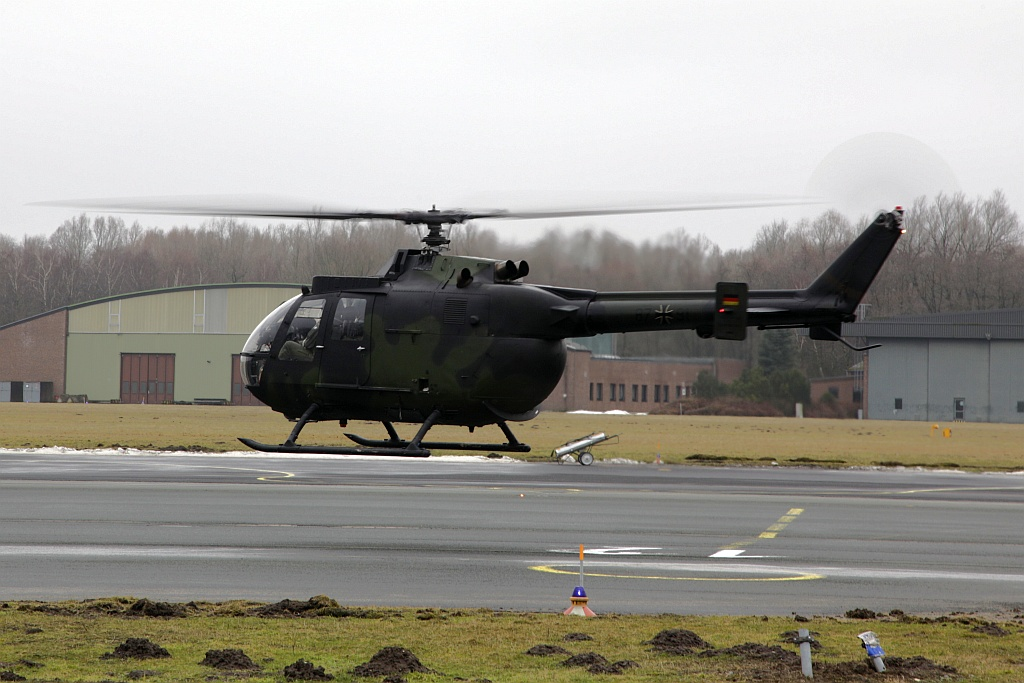
Die BO-105: Ein Verbindungs- und Beobachtungshubschrauber (VBH). Ab Ende 2011 waren keine BO-105 mehr im Bestand.

- Seit Dezember 1995 war das Rheinenser Heeresfliegerregiment 15 mit drei Hubschraubern und ca. 40–50 Soldaten im internationalen Einsatz im Auftrag der NATO ständig im ehemaligen Jugoslawien im Rahmen der IFOR/SFOR-Truppen eingesetzt.
- Diese und andere der zahlreichen Hilfsaktionen führten unter anderem dazu, dass in Würdigung der Leistungen und des Engagements der Heeresflieger in Rheine-Bentlage das Regiment im Jahr 1996 vom damaligen Ministerpräsidenten Johannes Rau mit dem Fahnenband des Landes Nordrhein-Westfalen ausgezeichnet wurde.
- Das letzte große Aufsehen erregte das Regiment beim Oderhochwasser 1997. Für diese groß angelegte Hilfsaktion wurde ein Angehöriger des Regiments stellvertretend für die gesamte Bundeswehr mit dem Medienpreis Bambi ausgezeichnet.
- Am 14. März 1997 fand die erste Evakuierung deutscher Angehöriger aus der Deutschen Botschaft Tirana, Albanien, statt. Am 18. März 1999 erweiterte sich der Auftrag des Regiments um einen weiteren internationalen Einsatz. Die ersten Teile CH-53G der 2./Fliegenden Abteilung 151 verlegen in den KFOR-Einsatz nach Mazedonien auf den Flughafen Ohrid. Lange Zeit war das Regiment ständig mit Teilen an der gemischten Heeresfliegerabteilung beteiligt, die inzwischen nach Topličane im Kosovo verlegt hatten. Am 17. Dezember 1999 wechselte die Verantwortung über Aufstellung, Ausbildung und Führung der im ehemaligen Jugoslawien eingesetzten Teile von Heeresfliegerregiment 15 auf die Heeresfliegerbrigade 3 in Mendig.